# Contrada di Valdimontone
La Contrada di Valdimontone (spesso abbreviato in Montone) è una delle diciassette suddivisioni storiche della città toscana di Siena. Prende parte al Palio di Siena.   

## Territorio

### Le strade all'epoca del Bando
Il Bando di Violante di Baviera del 1730, dopo anni di diatribe stabilì definitivamente la suddivisione territoriale delle diciassette Contrade facendo riferimento ai palazzi e ai loro proprietari dell'epoca, basandosi quindi sulle costruzioni più che sulle strade.
Esso viene ancora oggi considerato la disposizione di base per determinare gli effettivi confini delle Contrade. Secondo il Bando relativo alla Nuova divisione dei confini delle Contrade, il territorio della Contrada di Valdimontone è delimitato dalle seguenti vie e palazzi:
"Val di Montone. n. 8. - Dalla porta Romana tenga per la via maestra da ambe le parti fino alla colonna del ponte esclusive, di dove tenendosi a mano sinistra solamente passi pell'arco del ponte, svolti rimpetto a San Maurizio tenendo a sinistra fino a capo Salicotto, poi occupando ambe le parti comprenda il convento di San Girolamo, tutto il piano e convento de Serviti, la strada di sotto colla Commenda di San Leonardo."

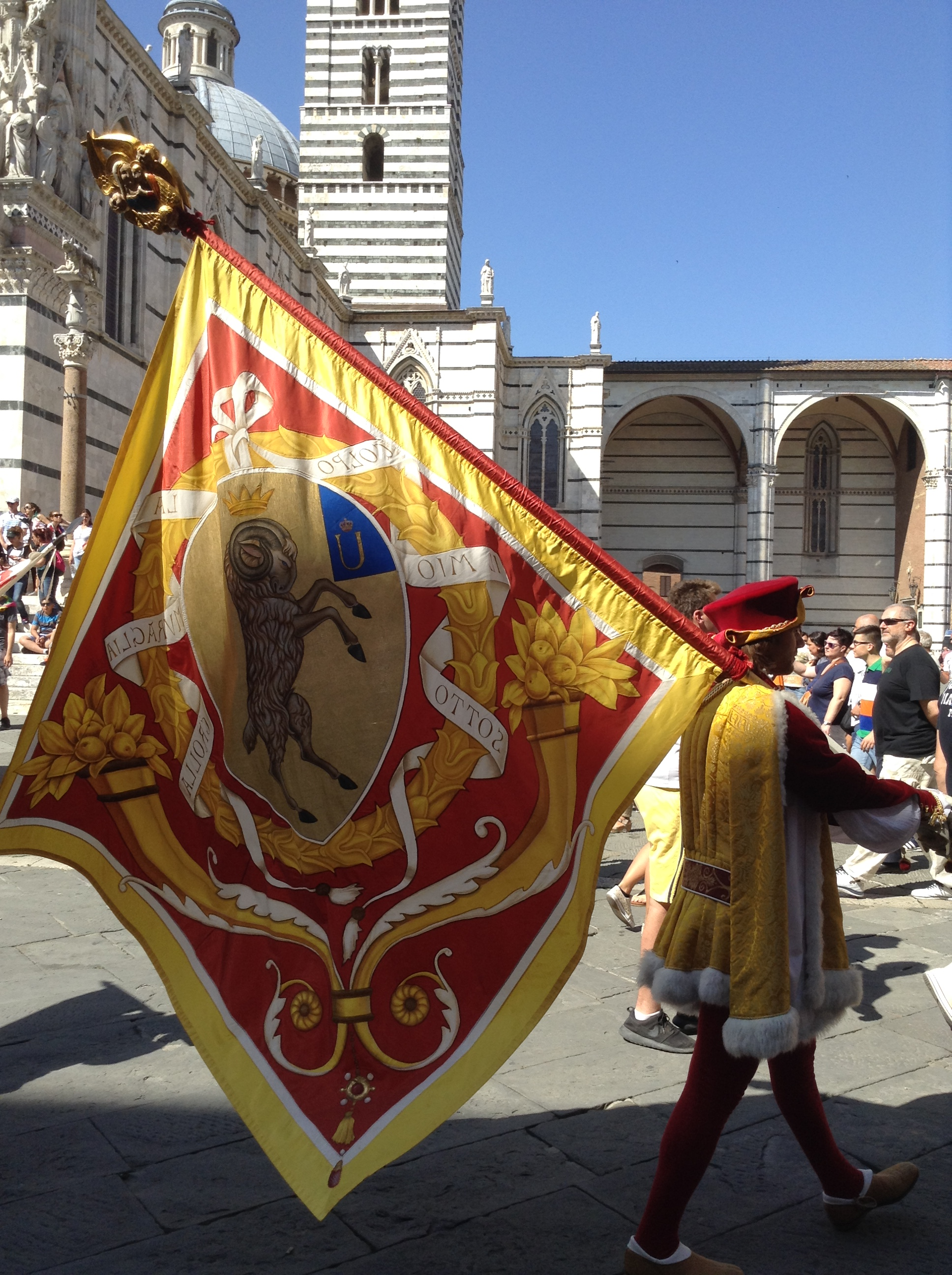
Paggio maggiore della Contrada del Valdimontone durante il corteo storico del Palio del 2 luglio 2016

### Le strade ai nostri giorni
Le strade che attualmente fanno parte del territorio della Contrada sono le seguenti:
- via Val di Montone
- via Roma
- via di Porta Giustizia
- via del Sole
- via Pagliaresi (parte)
- via di Pantaneto (parte)
- via San Girolamo
- via delle Cantine
- via dei Servi
- vicolo di San Clemente
- piazza Alessandro Manzoni
- vicolo di Pulcetino

## Storia
La leggenda vuole che il nome della contrada derivi da "Montorio", un condottiero romano giunto nella zona per assediare i figli di Remo, Senio e Ascanio (Aschio), asserragliatisi in Castelvecchio, primo antico nucleo della città, dopo la fuga da Roma per sfuggire alle ire dello zio Romolo, e che aveva stabilito la sua residenza sul colle che domina il rione dove sorge adesso la Basilica dei Servi. La zona viene per questo anche detta "di Castelmontorio".

## Aneddoti
Il Montone (è così che viene colloquialmente chiamata la contrada) è stata la prima contrada ad aver subito una squalifica nella storia del Palio. I fatti che portarono a un simile esito si riferiscono al Palio dell'Assunta del 1966, vinto dalla Chiocciola.
L'antefatto si collega alla terza prova: il mossiere era l'esordiente Cappelli. La sua poca esperienza e palese inadeguatezza si rivelarono fatali per il fantino del Montone, Antonio Marino detto Guanto, il quale cadde a causa della veemenza con cui il cavallo forzava la mossa e della mancanza di rapidità del mossiere a calare il canape. Tutto ciò mentre il cavallo di rincorsa dell'Istrice era ancora abbondantemente fuori dai canapi. Guanto fu impossibilitato a correre a causa dell'infortunio; subito dopo la prova, corsa in nove senza il Montone, diversi montonaioli si recarono sotto il verrocchio contestando vivacemente l'operato dell'esordiente mossiere. Cappelli fu costretto a una fuga plateale, inseguito da due montonaioli, i quali vennero però fermati e tratti in arresto dalla polizia.
Proprio l'arresto dei due giovani portò come conseguenza l'aumento della tensione: Cappelli si dimise e fu sostituito dal più pronto e deciso Wilson Pesciatini, graduato della Polizia Municipale. Ma la sera della prova generale montò ancora la protesta: il Montone uscì per ultimo dall'entrone e il barbaresco Paolo Valentini condusse la cavalla Fiamma nella zona del Chiasso Largo, cioè dalla parte opposta ai canapi. A ciò seguì l'immediata invasione di pista dei montonaioli e di molti altri contradaioli a loro solidali: tutti protestavano per l'ingiusto arresto dei due giovani.
Persino il Nicchio, rivale del Montone, acconsentì all'ingresso della comparsa del Montone nel proprio territorio per poter manifestare, a vessilli spiegati, davanti al carcere di Santo Spirito, dove i due ragazzi erano trattenuti. A tarda sera, anche a seguito di una forte dimostrazione popolare di moltissimi contradaioli, non solo del Montone, davanti alla Questura, i due ragazzi vennero scarcerati; tuttavia la contrada venne squalificata per un Palio (il suo barbaresco pagò invece con quattro Palii).
Va comunque ricordato che il Palio del giorno successivo fu uno dei più turbolenti del '900, causa l'estenuante durata della mossa e una invasione di pista da parte dei contradaioli della Torre, legata all'infortunio del loro fantino Costantino Giuggia detto Morino IV. Il Palio venne così rinviato al 17 agosto e fu vinto da Antonio Trinetti detto Canapetta con la forte Beatrice per la Chiocciola.

## Alleanze sciolte
- Giraffa, dal 1781 al 1963
- Nicchio, dal 1905 al 1952

## La rivalità col Nicchio
La rivalità tra Valdimontone e Nicchio è relativamente giovane. Dopo alcuni screzi nel corso dei secoli, come tutto il resto delle Contrade ha avuto tra sé, ha ripreso corpo solo negli anni cinquanta, contemporaneamente a quella fra Oca e Nicchio, e alla rottura del patto chiamato "TONO" (dal nome delle quattro contrade alleate che lo componevano: Tartuca, Onda, Nicchio e Oca) a seguito dei fatti accaduti nell'agosto del 1934 (anche se fino alla fine degli anni sessanta e l'inizio degli anni settanta il Nicchio non considerò una vera e propria "avversaria" il Montone, visto che fu totalmente assorbito dalla rivalità ben più imponente con l'Oca, derivata proprio dai fatti del '34). I primi screzi fra Valdimontone e Nicchio risalirebbero addirittura al 1700. I rapporti fra le due Contrade non furono però sempre tesi: se si esclude qualche scontro ottocentesco, vi fu un lungo periodo di tranquillità durato fino agli anni trenta. In seguito, nonostante il Nicchio assorbisse gran parte delle proprie energie per la rivalità con l'Oca, non mancarono episodi che hanno consolidato l'inimicizia con il Montone, diventata ufficiale nel 1952.
Infatti, già nei giorni di vigilia del Palio dell'agosto 1952, la tensione fra i popoli di Montone e Nicchio era palpabile: avvenne un violento scontro al Ponte di Romana e a poche ore dal Palio, secondo alcune voci, le dirigenze espressero la volontà reciproca di nerbarsi durante la carriera. A peggiorare ulteriormente la situazione ci pensarono i due fantini, Ivan Magnani detto Il Terribile del Montone e Albano Nucciotti detto Ranco del Nicchio. I due lavoravano insieme presso il Centro Raccolta Quadrupedi di Grosseto e i loro rapporti si erano deteriorati dopo che Magnani era stato promosso guardia giurata prima di Nucciotti.
La promozione consentì al Terribile di dedicare più tempo all'allenamento e la cosa non andò giù a Ranco che era alla ricerca di un pretesto per sbollire la sua rabbia e vendicarsi del collega. L'occasione si presentava propizia per entrambi: il Terribile con l'esperto cavallo Lirio poteva bissare il successo conquistato nel luglio precedente con Niduzza per la Lupa; Ranco con Archetta poteva giocarsi tutte le sue carte per centrare il secondo successo a Siena.
Dopo una mossa estenuante, per l'infortunio ad Amaranto nel Bruco, il ritorno dei cavalli nell'entrone e le palesi infrazioni al regolamento del Palio incredibilmente commesse per consentire al Bruco di correre, anche, forse, per non accendere ulteriormente gli animi, si cambia la busta e, caduto il canape, subito si delinea il duello fra Montone e Nicchio : Ranco parte primo ma dopo poco viene raggiunto dal Terribile e inizia uno scambio di nerbate furibondo.
Al secondo Casato il fantino del Nicchio non riuscì a reggere più le nerbate del rivale e finì in terra. Il Montone prese deciso il comando ma all'ultima curva il Terribile fu beffato dalla rimonta dell'Oca che vinse con Remo Antonetti detto Rompighiaccio con la cavalla Niduzza; subito dopo il termine della corsa scoppiarono gravi incidenti.
Il Terribile fu malmenato e al rientro in contrada molti nicchiaioli, spalleggiati anche da alcuni torraioli, invasero le strade del Valdimontone. Furono momenti di grande paura per i malcapitati contradaioli del Montone che non riuscirono a mettersi al sicuro. Fu necessario un massiccio intervento della polizia e l'ordine venne ristabilito a fatica. La reazione dei nicchiaioli aveva una duplice valenza: per prima cosa il Montone aveva impedito la vittoria della propria contrada; in secondo luogo il Terribile s'era fatto poi beffare proprio dall'Oca, la rivale del Nicchio fin dal 1934. La rottura ormai era sancita: il Priore del Montone, Cesare Roggi, qualche giorno dopo scrisse una dura lettera al suo collega del Nicchio Robustino Guerrini, per denunciare i gravi fatti avvenuti e chiederne ragione ma senza ricevere alcuna risposta.
Il 27 agosto l'assemblea del Montone decise all'unanimità di rompere ogni rapporto col Nicchio dando di fatto il via alla rivalità odierna.
Questa situazione, che ha creato per molti anni un'anomalia presso i nicchiaioli, si è nel corso degli anni successivi concretizzata per il naturale ricambio generazionale: per i protagonisti degli anni trenta, per i quali la rivale restava l'Oca, le nuove generazioni (tra la fine degli anni sessanta e l'inizio degli anni settanta del Novecento) più giovani si sono sempre più concentrate sulla rivalità con il Montone.
Attualmente la rivalità Montone-Nicchio è vissuta e sentitissima, sicuramente una delle più forti a Siena; gli avvenimenti degli ultimi Palii poi, hanno ulteriormente acceso gli animi.
In particolare dopo quanto accaduto nel corso del Palio del 2 luglio 2015 quando il Nicchio, avuto in sorte il forte barbero Occolè, fresco vincitore per la Civetta nella Carriera del 16 agosto 2014, montava il fantino Giovanni Atzeni detto Tittia.
Sfruttando un estenuante allineamento, durato oltre 75 minuti, durante il quale, pur non commettendo tra i canapi dirette irregolarità verso la rivale, il fantino del Montone Massimo Columbu, detto Veleno II, metteva psicologicamente a dura prova il fantino rivale cambiando continuamente di posto, costringeva il Nicchio a una pessima partenza.
Il fatto eclatante accadeva però immediatamente dopo la mossa quando il fantino del Montone, affiancata la rivale, afferrava per le spalle Tittia che, inspiegabilmente, non opponeva alcuna resistenza, strappandolo letteralmente di peso da cavallo, provocandone la caduta.
Violenti tafferugli esplodevano naturalmente nel dopo corsa, vinta dalla Torre con la cavalla Morosita I e il fantino Andrea Mari detto Brio, con forti scontri fra le due contrade.
La rivalità trova poi ulteriori motivi di recrudescenza nel successivo Palio, corso il 17 agosto, nel quale si è consumato uno scambio di nerbate tra i fantini Bighino e Brigante (rispettivamente fantini di Nicchio e Valdimontone).
Al termine della carriera, vinta a mani basse dalla Selva con il cavallo Polonski e il fantino Giovanni Atzeni detto Tittia, un lunghissimo fronteggiamento tra i due popoli, seguito da un immancabile scambio di colpi, sarà interrotto soltanto dall'intervento di un graduato della Polizia Municipale, sancendo una volta di più l'acerrima rivalità tra le due Contrade.
Questa turbolenta annata avrà poi il suo naturale epilogo con le decisioni della giustizia paliesca: per i fatti di luglio, nonostante le discolpe presentate, al Montone saranno inflitti due Palii di squalifica e due censure, al fantino Massimo Columbu, detto Veleno II dieci Palii di squalifica, al Nicchio una censura e una deplorazione; per gli scontri avvenuti in Piazza nel dopo Palio di agosto, Montone e Nicchio, rimedieranno poi una deplorazione a testa.

## Vittorie
| N° vittoria                   | Data              | Fantino                                      | Cavallo                            |
| ----------------------------- | ----------------- | -------------------------------------------- | ---------------------------------- |
| 1                             | 2 luglio 1654     | ?                                            |                                    |
| 2                             | 2 luglio 1663     | Pavolo Roncucci detto Pavolino               | Capitano                           |
| Vittorie nel XVII secolo: 2   |                   |                                              |                                    |
| 3                             | 2 luglio 1704     | Girolamo Frosini detto Brucia                | Leprino di Castiglioncello         |
| 4                             | 2 luglio 1705     | Giovan Battista Pistoi detto Cappellaro      | Balzanello                         |
| 5                             | 2 luglio 1706     | Giuseppe Galardi detto Pelliccino            | Capitanello                        |
| 6                             | 16 agosto 1729    | Giovanni Cappannini detto Cappanna           | Baio della Costaccia               |
| 7                             | 2 luglio 1732     | Giuseppe Pistoi detto Figlio di Cappellaro   | Storno del Parigini                |
| 8                             | 2 luglio 1741     | Santi Pacini detto Boccino                   | Morello del Bambini                |
| 9                             | 2 luglio 1746     | Domenico Laschi detto Bechino                | Sauro del Giorgi                   |
| 10                            | 16 agosto 1747    | Giovanni Rossi detto Ministro                | Morello del Bambini                |
| 11                            | 16 agosto 1757    | Domenico Franceschini detto Bechino II       | Baio del Nardi                     |
| 12                            | 2 luglio 1765     | Mattia Mancini detto Bastiancino             | Baio del Mancini                   |
| 13                            | 16 agosto 1774    | Mattia Mancini detto Bastiancino             | Sagginato del Gigli                |
| 14                            | 2 luglio 1777     | Angelo Giusti detto Ciocio                   | Storno del Santini                 |
| 15                            | 2 luglio 1781     | Beniamino Simoni detto Begnamino             | Stornello del Cetti                |
| 16                            | 16 agosto 1781    | Orazio Ronchi detto Grillo                   | Baio del Nepi                      |
| 17                            | 17 aprile 1791    | Luigi Sucini detto Nacche                    | Baio bruciato del Dei              |
| 18                            | 16 agosto 1792    | Isidoro Bianchini detto Dorino               | Morello del Ricci                  |
| Vittorie nel XVIII secolo: 16 |                   |                                              |                                    |
| 19                            | 2 luglio 1804     | Matteo Marzi detto Mattiaccio                | Baio scuro del Martini             |
| 20                            | 3 luglio 1806     | Luigi Menghetti detto Piaccina               | Morello maltinto del Neri          |
| 21                            | 2 luglio 1808     | Tommaso Felloni detto Biggéri                | Morello del Fontani                |
| 22                            | 16 agosto 1829    | Francesco Santini detto Gobbo Saragiolo      | Morello di Giuseppe Straccali      |
| 23                            | 16 agosto 1844    | Giuseppe Buoni detto Figlio di Bonino        | Morello maltinto del Barbetti      |
| 24                            | 2 luglio 1849     | David Bianciardi detto Sagrino               | Morello balzano del Vigni (scosso) |
| 25                            | 16 agosto 1852    | Antonio Bianchi detto Gobbo Fenzi            | Morella del Grandi                 |
| 26                            | 16 agosto 1875    | Antonio Salmoria detto Leggerino             | Baia del Franci                    |
| 27                            | 2 luglio 1879     | Antonio Salmoria detto Leggerino             | Baia del Nardi                     |
| 28                            | 17 agosto 1884    | Palio straordinario corso con cavalli scossi | Farfallina                         |
| Vittorie nel XIX secolo: 10   |                   |                                              |                                    |
| 29                            | 28 settembre 1902 | Angelo Meloni detto Picino                   | Saura con fiore in fronte          |
| 30                            | 16 agosto 1908    | Alfonso Menichetti detto Nappa               | Stella                             |
| 31                            | 3 luglio 1910     | Angelo Meloni detto Picino                   | Sauro con stella in fronte         |
| 32                            | 17 agosto 1913    | Arturo Bocci detto Rancani                   | Grigio chiaro                      |
| 33                            | 2 luglio 1922     | Ottorino Luschi detto Cispa                  | Fanfara                            |
| 34                            | 2 luglio 1925     | Angelo Meloni detto Picino                   | Lola                               |
| 35                            | 2 luglio 1927     | Angelo Meloni detto Picino                   | Tonta                              |
| 36                            | 2 luglio 1946     | Fernando Leoni detto Ganascia                | Piero                              |
| 37                            | 28 maggio 1950    | Fernando Leoni detto Ganascia                | Gaia (scosso)                      |
| 38                            | 2 luglio 1958     | Donato Tamburelli detto Rondone              | Belfiore                           |
| 39                            | 2 luglio 1974     | Massimo Alessandri detto Bazzino             | Pancho                             |
| 40                            | 2 luglio 1977     | Michele Bucci detto Randa                    | Quebel (scosso)                    |
| 41                            | 2 luglio 1982     | Giuseppe Pes detto Il Pesse                  | Cuana                              |
| 42                            | 13 settembre 1986 | Giuseppe Pes detto Il Pesse                  | Brandano                           |
| 43                            | 16 agosto 1990    | Salvatore Ladu detto Cianchino               | Pitheos                            |
| Vittorie nel XX secolo: 15    |                   |                                              |                                    |
| 44                            | 16 agosto 2012    | Jonatan Bartoletti detto Scompiglio          | Lo Specialista                     |
| 45                            | 16 agosto 2025    | Giuseppe Zedde detto Gingillo                | Anda e Bola                        |
| Vittorie nel XXI secolo: 2    |                   |                                              |                                    |

Il Valdimontone si attribuisce altre quattro vittorie, non riconosciute dal Comune:
1. 15 agosto 1637: bufalata
2. 15 agosto 1645: bufalata
3. 2 luglio 1660: Palio che oggi la contrada riconosce vinto dal Nicchio (che considera tra le proprie vittorie sulla base di una delibera del 4/7/1660 che riporta l'intenzione della Contrada di donare il Palio vinto alla Compagnia di Santo Stefano)[1]
4. 2 luglio 1679: Palio che oggi la contrada riconosce vinto dall'Onda, come riportato dai documenti in possesso di quest'ultima[1]

## Masgalano
Il Valdimontone ha vinto per due volte il Masgalano, premio destinato alla Comparsa ritenuta dall'apposita giuria la migliore per eleganza, dignità di portamento e coordinazione nella Passeggiata che precede ciascuno dei due Palii disputati nello stesso anno.
| Numero | Palio/ Anno   | Committente                    | Autore           | Dedica |
| ------ | ------------- | ------------------------------ | ---------------- | --- |
| 1      | 2 luglio 1959 | Consorteria Piccolomini        | Bruno Buracchini | Al V centenario dell'incoronazione di Papa Pio II |
| 2      | 2022          | Ass. Cult. Feriae Matricularum | Dante Mortet     | Per celebrare il 170º anniversario della battaglia di Curtatone e Montanara che vide protagonisti un manipolo di studenti senesi per contrastare coraggiosamente le forze asburgiche. |

## Numeri Unici
Il Numero Unico è una speciale pubblicazione con cui tradizionalmente una Contrada celebra la vittoria di un Palio.
Il primo Numero Unico fu pubblicato dal Nicchio in seguito alla sua vittoria al Palio del 16 agosto 1932. Buona parte dei successivi Palii disputati negli anni '30 e tutti i Palii disputati a partire dal secondo dopoguerra sono stati celebrati dalla Contrada vincitrice con la pubblicazione di un Numero Unico.
Dai primi esemplari, piccoli opuscoli consistenti di poche decine di pagine, si è progressivamente giunti a veri e propri libri arricchiti da centinaia di fotografie e contenenti articoli sulla carriera vittoriosa e sui suoi protagonisti, pillole sulla storia della Contrada e gli immancabili scherni all'eventuale avversaria.
Il primo Numero Unico del Valdimontone fu "... era il montone primo", edito a celebrare la vittoria del 2 luglio 1946.
A oggi il Valdimontone ha pubblicato nove Numeri Unici, l'ultimo in occasione della conquista del Palio del 16 agosto 2012.
| Numero | Palio             | Titolo                   |
| ------ | ----------------- | ------------------------ |
| 1      | 2 luglio 1946     | ... era il montone primo |
| 2      | 28 maggio 1950    | ... sarà combinazione... |
| 3      | 2 luglio 1958     | E' nata una Contrada     |
| 4      | 2 luglio 1974     | Tre Giri di Liberazione  |
| 5      | 2 luglio 1977     | Apoteosi ai Servi        |
| 6      | 2 luglio 1982     | Bisogna Credeci          |
| 7      | 13 settembre 1986 | Antologia                |
| 8      | 16 agosto 1990    | Chi perde un cogliona    |
| 9      | 16 agosto 2012    | Inno alla Vittoria       |